# Black President (album)
Black President is het debuutalbum (en tevens het enige studioalbum) van de gelijknamige Amerikaanse punkband Black President. Het werd oorspronkelijk door Cobra Music op 16 september 2008 in cd-formaat uitgegeven, en werd in 2009 door "I Used To Fuck People Like You In Prison" Records in Duitsland in zowel cd- als vinyl-formaat uitgegeven.

## Nummers
Op de albums die in Duitsland zijn uitgegeven staan drie nummers meer, namelijk "Intro", "Gaslamp Jame´s Campaign Speech", en "Iron Fist". De volgorde van de nummers op de albums is hetzelfde.
1. "Intro" - 0:08
2. "Last Fucking Hope" - 3:10
3. "So Negative" - 2:16
4. "Not Enough" - 2:41
5. "Short List of Outspoken Suspects" - 1:25
6. "Neon" - 3:40
7. "Who Do You Trust?" - 1:19
8. "Watch You Drink" - 3:16
9. "Vacate the Vatican" - 1:59
10. "Halleujah" - 3:21
11. "Not Amused" - 1:56
12. "Ask Your Daddy" - 2:41
13. "Gaslamp James' Campaign Speech" - 0:15
14. "Elected" - 3:19
15. "Iron fist" - 2:58

## Band
- Christian Martucci - zang, gitaar
- Charlie Paulson - gitaar
- Jason Christopher - basgitaar, zang
- Roy Mayorga - drums